# László Beleznai
László Adolf Ödön Beleznai (ur. 16 listopada 1892 w Budapeszcie, zm. 23 marca 1953 tamże) – węgierski pływak i waterpolista z początków XX wieku, uczestnik igrzysk olimpijskich.
Jako dziewiętnastolatek był członkiem węgierskiej reprezentacji narodowej na V Letnich Igrzyskach Olimpijskich w Sztokholmie w 1912 roku. Wystartował w dwóch dyscyplinach: turnieju piłki wodnej mężczyzn i w dwóch konkurencjach pływackich. W turnieju waterpolistów zajął wraz z drużyną piąte miejsce ex aequo z drużyną francuską. W pływaniu na dystansie 100 metrów stylem dowolnym Beleznai zakwalifikował się do półfinału, lecz ostatecznie nie pojawił się na jego starcie. Węgier był także w składzie węgierskiej sztafety pływackiej 4 × 200 metrów stylem dowolnym, gdzie płynął na pierwszej zmianie. Ekipa węgierska zakwalifikowała się do finału z trzecim czasem, lecz na starcie wyścigu medalowego się nie pojawiła.
Beleznai reprezentował barwy klubu MAFC Budapest.